# Центральноазиатский антропологический тип
Центральноазиа́тский антропологи́ческий тип (также центральноазиатская раса) — один из двух основных вариантов североазиатской монголоидной расы (наряду с байкальским вариантом). Представителями его являются: якуты, тувинцы, южные алтайцы, буряты, калмыки, монголы и другие коренные народы Южной Сибири и Центральной Азии.
В классификации Г. Ф. Дебеца центральноазиатский тип рассматривается как малая раса. Вместе с байкальской расой и амуросахалинским антропологическим типом центральноазиатская раса включается в состав сибирской расовой подветви азиатской ветви большой монголоидной расы. В. В. Бунак выделял в центральноазиатском ареале центральноазиатскую (монгольскую) и парацентральноазиатскую (тюркскую) малые расы, включая их в состав сибирской ветви восточного расового ствола.
Представители центральноазиатского типа характеризуются такими антропологическими признаками, как:
- наличие жёстких чёрных волос;
- тёмный цвет глаз;
- высокая частота распространения эпикантуса;
- очень слабый рост бороды;
- слабо или средне выступающий нос;
- чаще всего сравнительно большая высота переносья;
- высокое и широкое лицо;
- низкий свод черепа (в некоторых популяциях он может быть и высоким).

По сравнению с байкальским антропологическим типом центральноазиатский тип характеризуется несколько меньшей частотой распространения эпикантуса, более жёсткими и тёмными волосами, более тёмными оттенками кожи, относительно более сильным ростом бороды, бо́льшим выступанием носа, меньшим выступанием скул и высоким сводом черепа в некоторых группах.
В результате смешения популяций центральноазиатского типа с европеоидами во 2-м тысячелетии в степной зоне Евразии сложилась метисная южносибирская раса.